# Manuel Gómez-Moreno González

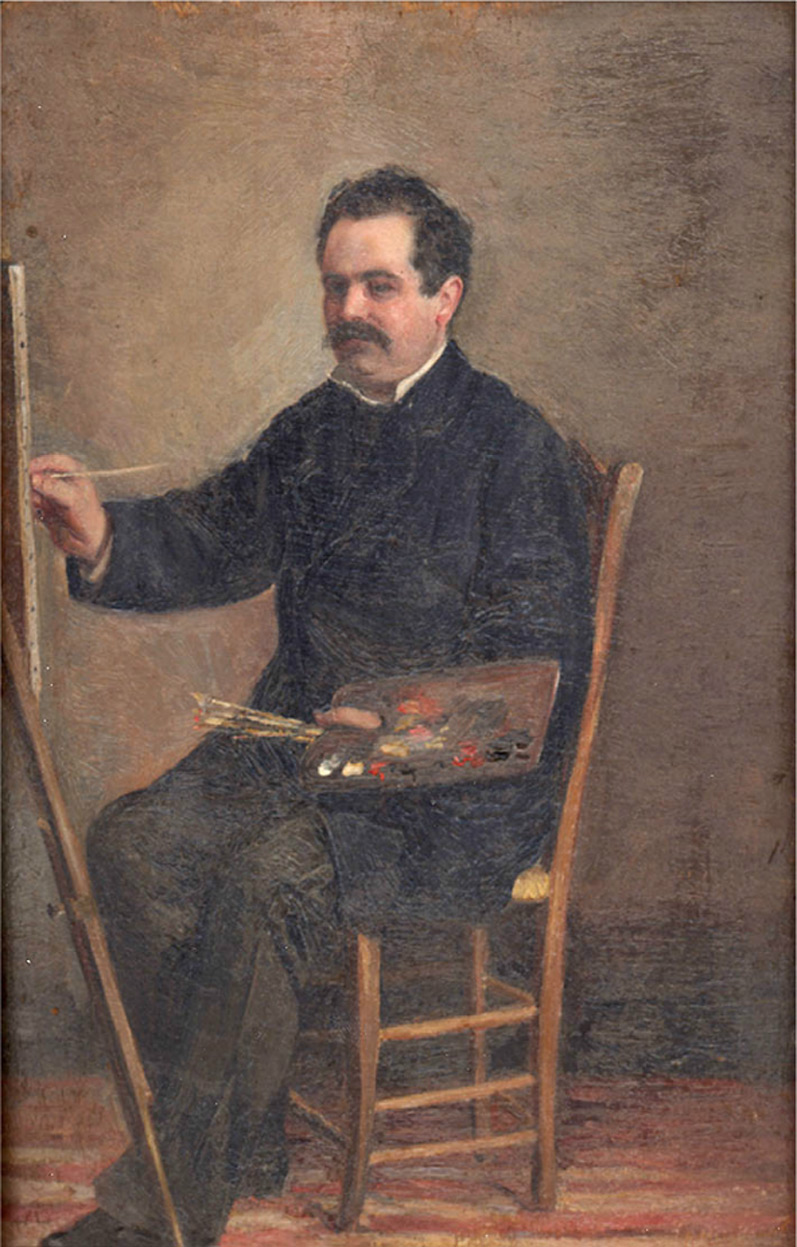
Autorretrato pintado en 1878.

Manuel Gómez-Moreno González (Granada, 26 de junio de 1834-Granada, 20 de diciembre de 1918) fue un pintor y arqueólogo español, profesor de la Escuela de Artes y Oficios y catedrático de la Escuela de Bellas Artes de Granada; presidente del Patronato de la Alhambra y el Generalife y del de la Capilla Real, considerado padre de los museos Arqueológico y del de Bellas Artes de Granada.

## Biografía
Pertenecía a una familia de ideología liberal, con antepasados afrancesados. Su padre regentaba un taller de tipografía, encuadernación y venta de libros situado en la Alcaicería de Granada, donde se despertó su interés por los libros.

### Pintor
Al descubrir su afición por la pintura, su padre lo matriculó en la Escuela de Bellas Artes en Granada y, vistos sus avances, en la Academia de Bellas Artes de San Fernando de Madrid donde desarrolló sus capacidades pictóricas entre los años 1857 y 1860, bajo las enseñanzas de Federico Madrazo, Esquivel o Ribera, entre otros.
De vuelta en Granada, debido a la carencia de recursos económicos, obtuvo dos premios en certámenes organizados por el ayuntamiento de Granada con motivo de las festividades del Corpus en los años 1861 y 1862. En 1867 copió una «Virgen» de Murillo y pintó una «Santa Teresa» para el Colegio de Abogados de Granada.
Como docente, en 1867, obtuvo una plaza de profesor de Dibujo en el Colegio de San Bartolomé y Santiago de Granada. Más tarde, en 1867, dio clases en la Escuela de Artes y Oficios del Asilo de San José y desde 1888 en la Escuela de Bellas Artes de Granada, como catedrático de Composición Decorativa. También enseñó dibujo en clases nocturnas gratuitas.
Mientras tanto continuó con su producción pictórica, que reproduce la vida íntima de la clase media y artesana y temas de carácter histórico como «El capitán Avellaneda», valiéndole el lienzo «La lectura de la carta» la medalla de oro de la Exposición Granadina de 1876. En 1878 consiguió por ello una pensión de estudios de la Diputación para formarse en Roma, donde residió dos años junto a su mujer y su hijo mayor. Desde allí envió dos grandes cuadros, «La salida de la familia de Boabdil de la Alhambra» y «San Juan de Dios librando a los pobres del incendio del Hospital Real», este último premiado con una segunda medalla en la Exposición Nacional de 1881.
Pintó también bastantes cuadros religiosos de martirios y apariciones, como el que sirve de titular en la iglesia del Sagrado Corazón de Madrid.

### Arqueólogo
Desde su juventud se dedicó con gran vocación a las investigaciones históricas en los archivos de toda la provincia de Granada, formando la Guía de Granada obra editada por primera vez en 1892 que ha servido de inspiración a muchas publicadas posteriormente. Publicó numerosos estudios en revistas y folletos, entre los que sobresalen: Medina-Elvira; Diego de Siloé; El Palacio de Carlos V; Alonso Cano; Las pinturas de la Alhambra; Carácter de los monumentos granadinos; La Virgen del Triunfo, etc.
Reconocido en los ambientes culturales de Granada, fue miembro de la Comisión de Monumentos, desde donde influyó notablemente en la creación de los Museos de Bellas Artes y Arqueológico de Granada; socio fundador de la sociedad El fomento de las Artes; vicepresidente del Centro Artístico y Literario y socio del Liceo Artístico. En 1904 fue nombrado presidente del Patronato de la Alhambra.
En el curso de unas excavaciones realizadas en 1872, Gómez-Moreno descubrió los primeros restos de Medina Elvira, poblamiento donde autores como Mármol Carvajal o Andrea Navagero situaban el origen del Reino de Granada. Con este motivo, el ayuntamiento de Atarfe, en cuyo término municipal se encuentran los restos de Medina Elvira, excavados recientemente por Malpica Cuello, rindió un homenaje a Manuel Gómez-Moreno González en 2014, concediéndole el I Premio Medina Elvira. Anteriormente, el arqueólogo ya había sido nombrado hijo predilecto de la misma localidad.

## Escritos
- Obra dispersa e inédita; compilación y estudio preliminar de Javier Moya Morales; Granada: Editorial	Instituto Gómez-Moreno de la Fundación Rodríguez Acosta, 2004.
- Guía de Granada, 1892.
- Cosas granadinas de arte y arqueología. Granada [1916]
- Palacio del Emperador Carlos V en la Alhambra, Madrid: [s. n.], 1885
- Medina Elvira. Granada: Imp. La Lealtad, 1888; hay ed. moderna con estudio preliminar y cuidado de la edición por Manuel Barrios Aguilera, Granada: Grupo de Autores Unidos, 1986.
- Breves noticias sobre las moradas de algunos hombres ilustres en las ciencias, en las letras y en las artes, que han vivido en Granada Granada: Paulino Ventura y Sabatel, 1870.
- Iglesias mozárabes: Arte español de los siglos IX a XI... Madrid: Centro de estudios históricos, 1919.
- Pinturas del Tocador de la Reina en la Casa Real de la Alhambra: apuntes, Granada : Imp. Indalecio Ventura, 1873.
- Breve reseña de los monumentos y obras de arte que ha perdido Granada en lo que va de siglo, Granada: Imprenta de D. José López Guevara..., 1884.
- Las pinturas de la Alhambra
- Estudio sobre las sepulturas granadinas
- Carácter de los monumentos granadinos

## Galería

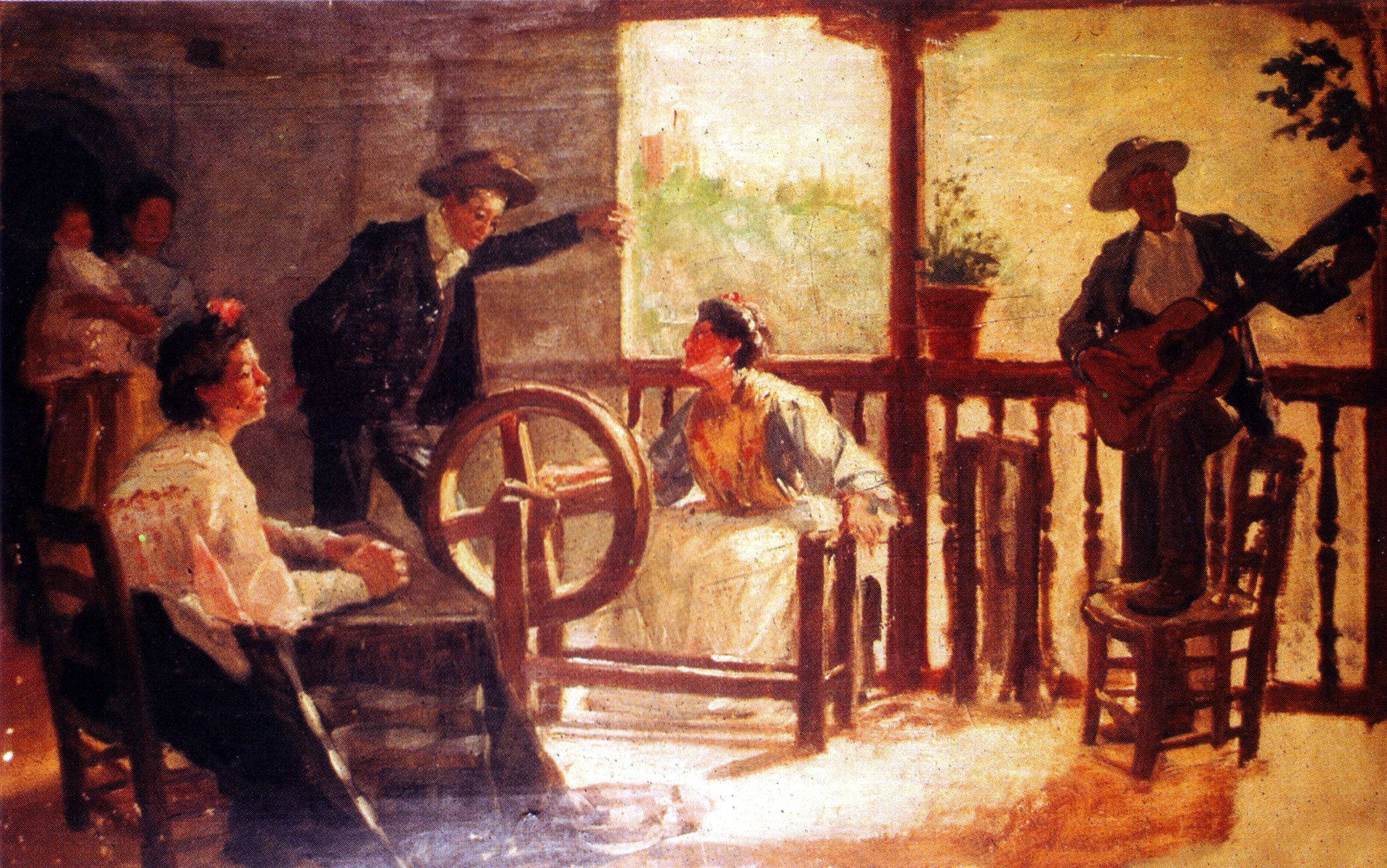
En la terraza.
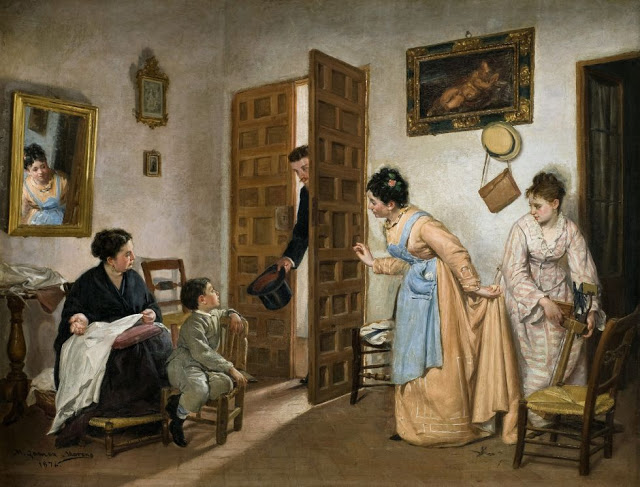
La visita inoportuna (1875).
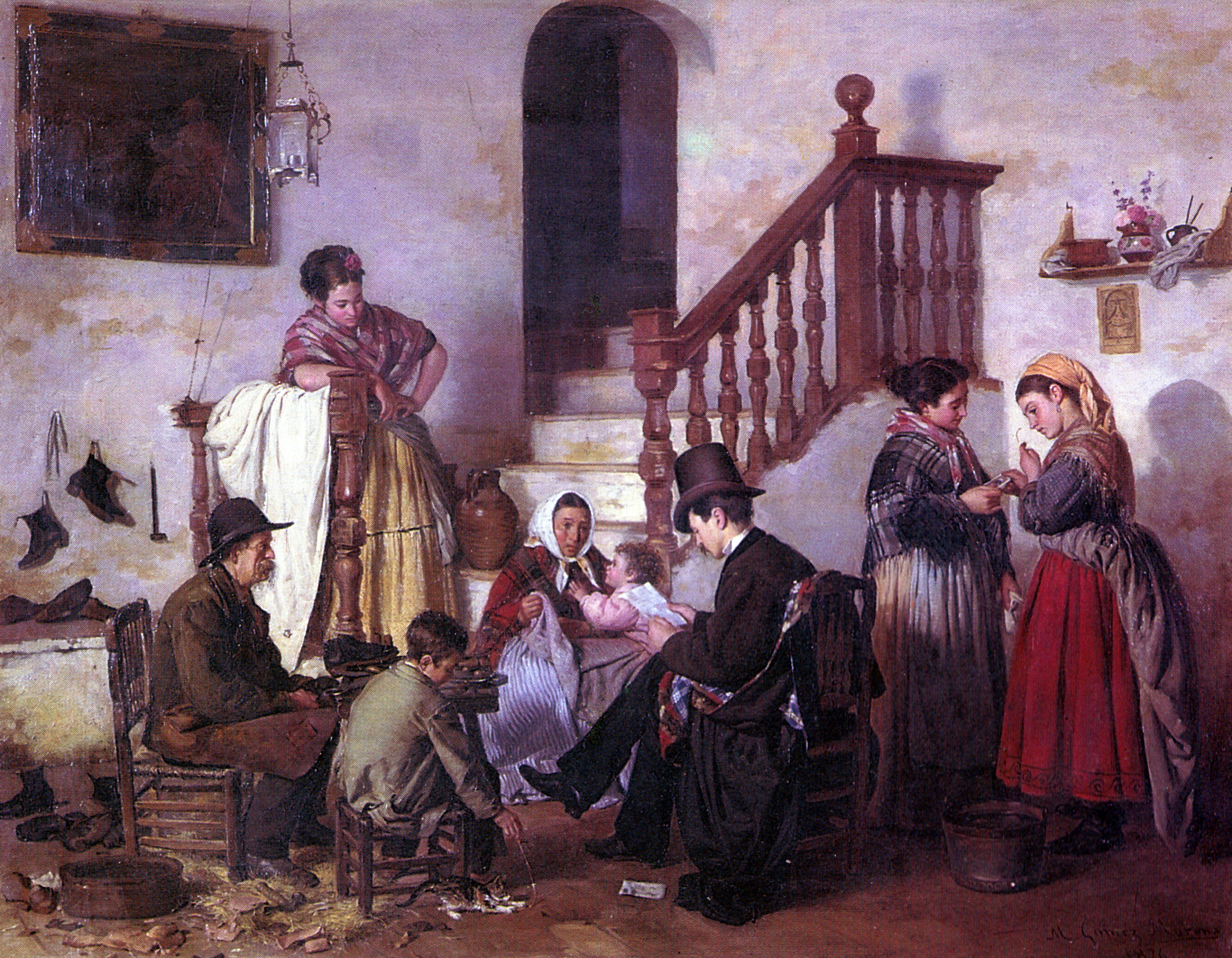
Lectura de la carta (1876).
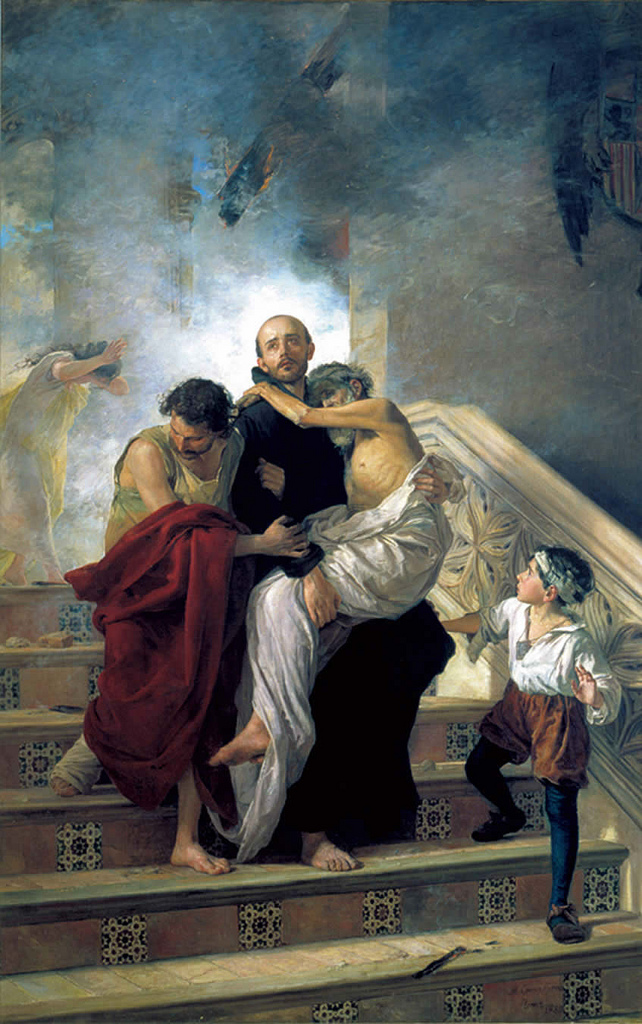
San Juan de Dios salvando a los enfermos del incendio del Hospital Real (1880).
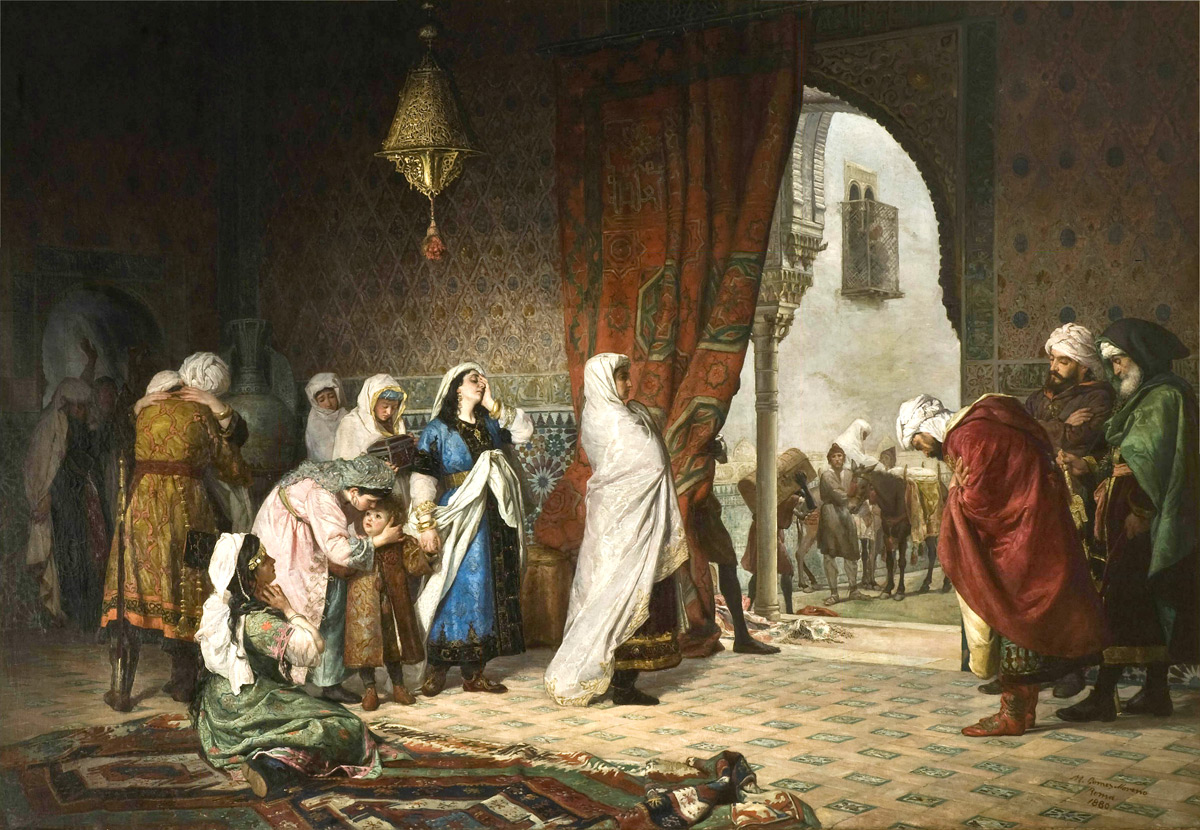
Salida de la familia de Boabdil de la Alhambra (1880).
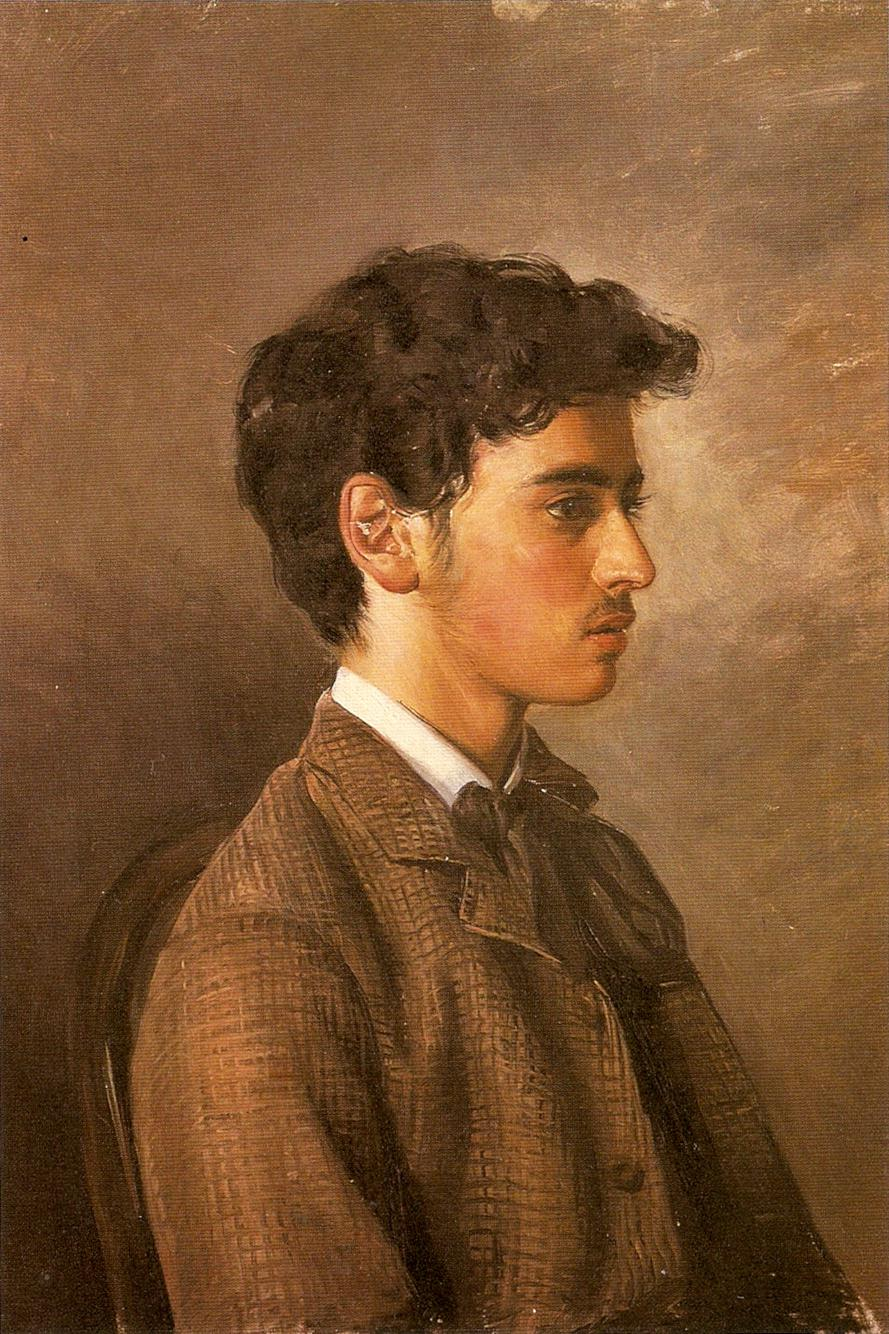
Retrato de Manuel Gómez-Moreno Martínez a los 14 años, pintado por su padre Manuel Gómez-Moreno González (1884).
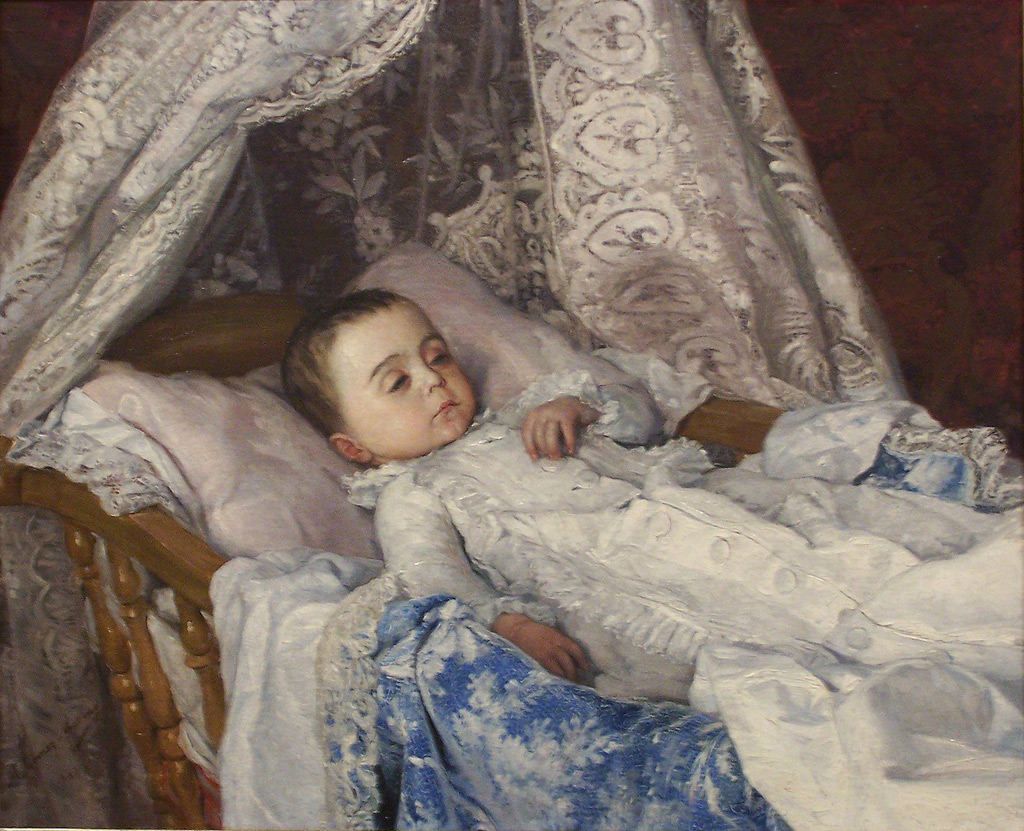
Retrato póstumo de un hijo de Melchor Almagro Díaz (ca. 1885).
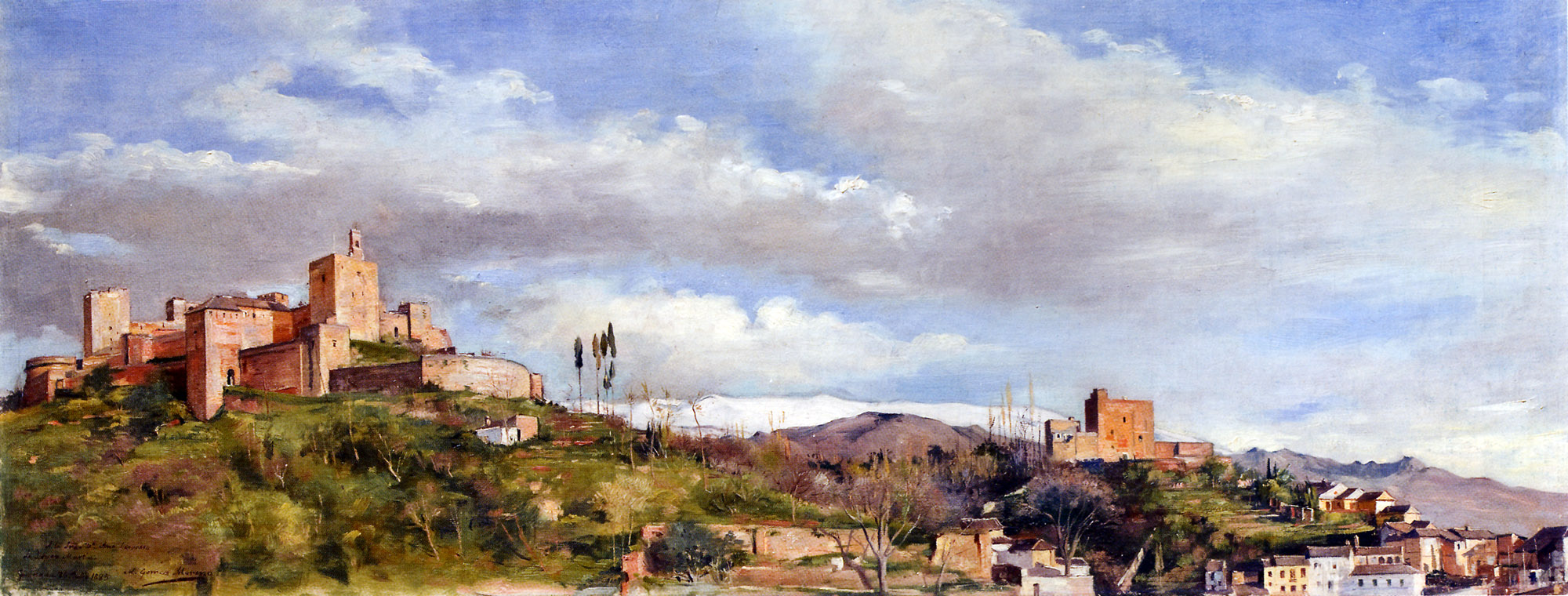
La Alcazaba y Torres Bermejas (1885).
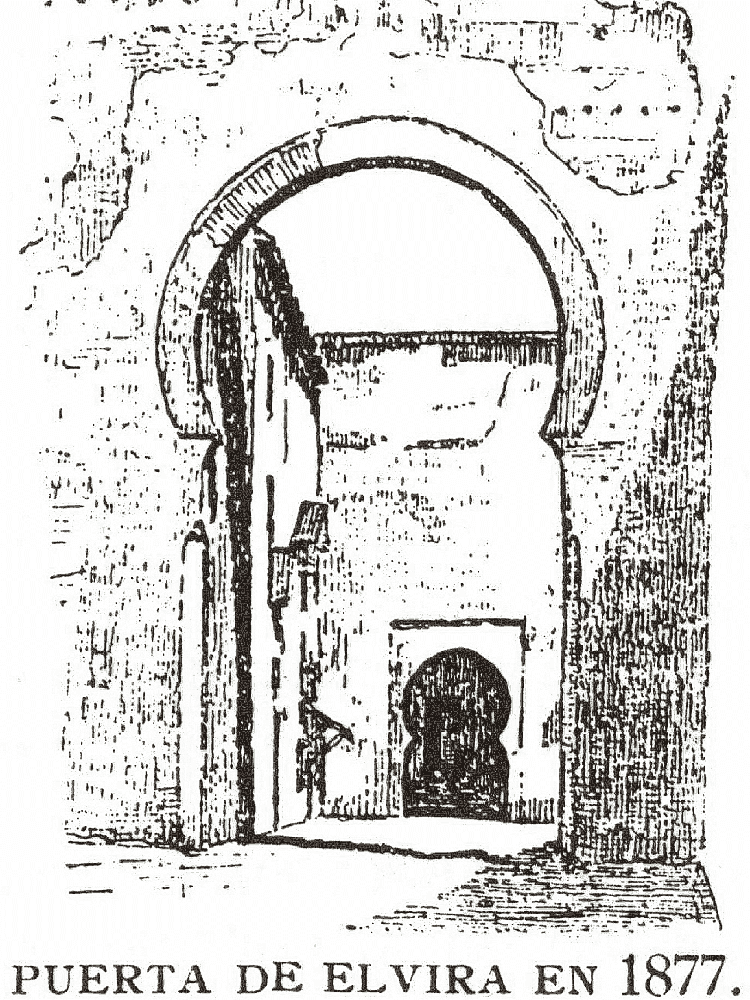
Puerta de Elvira, dibujo de Manuel Gómez-Moreno incluido en su Guía de Granada (1892).